# Jeffrey Rauch
Jeffrey B. Rauch (Nova Iorque, 29 de novembro de 1945) é um físico matemático estadunidense, especialista em equações diferenciais parciais.
Rauch obteve um bacharelado na Universidade Harvard em 1967, e um Ph.D. na Universidade de Nova Iorque em 1971, orientado por Peter Lax.
É fellow da American Mathematical Society.
É autor de livros-texto.